# Стојан Вујновић Србин
Стојан Вујновић (Андријашевци, 1953 — Гребнице, 11. септембар 1992), познатији под надимком Србин, био је српски пуковник Хрватских одбрамбених снага (ХОС) током Рата у Хрватској. Као командант Другога батаљона ХОС-а учествовао је у убијању српске цивилне породице Олујић у Церни, код Винковца. Убили су га припадници Хрватскога вијећа одбране, оружане формације босанских Хрвата лојалних званичном Загребу.

## Биографија
Његова породица је пореклом из Баније, регије у данашњој Хрватској у којој су пре ратова у Југославији живели већински Срби. Стојан Вујновић је рођен у славонској Андријашевци код Винковца, на самој граници са тадашњом Социјалистичком Републиком Србијом. Надимак Србин је добио због свог порекла, имена и презимена.
Одмах на почетку рата пријавио се у службу локалном винковачком ХОС-у. Превасходно је учествовао у борбама у околини Винковаца и убрзо је постао заповедник једног локалног винковачког вода ХОС-а. Пре него што су хрватске снаге изгубиле Битку за Вуковар, његова јединица је покушала да зада противнападе како би ослабиле Југословенску народну армију (ЈНА). Делимично су и успели да успоре југословенске снаге код Комлетинаца.
После потписивања Сарајевскога примирја 3. јануара 1992, сукоби су се привремено смирили и Вујновић, као искусан војник, постављен је од стране надређених Хрватске странке права за заповедника Другога батаљона ХОС-а „Анте Параџик” (касније преименована у „Стојан Вујновић Србин”) која је деловала у Босанској Посавини против Муслимана и Срба, са седиштем у Домаљевцу. Тада му је додељен и чин пуковника.
Сама јединица Другог батаљона није била величине батаљона у теорији, чак је била мања и од чете. Други батаљон је неслужбенио био у саставу 104. бригаде ХВО-а, али на ратишту је деловала самостално. Тај батаљон је био национално врло мешовит, у њој је било Срба (као што је сам Вујновић), странаца из многих европских земаља, али и неколико муџахедина из арапских земаља, који су били окупљени у воду „Алаху Екбер”.
Био је у ожењен, а иза себе је оставио једну кћерку.
Једно удружење хрватских ветерана носи његово име.